# باتريك سنغ
باتريك سنغ (بالإنجليزية: Patrick Sang) هو منافس ألعاب قوى كيني، ولد في 11 أبريل 1964 في Nandi County ‏ في كينيا.

## وصلات خارجية
- باتريك سنغ على موقع الاتحاد الدولي لألعاب القوى (الإنجليزية)
- باتريك سنغ على موقع اللجنة الأولمبية الدولية (الإنجليزية)
- باتريك سنغ على موقع أوليمبيديا (الإنجليزية)